# Markvarec (Nová Cerekev)
Markvarec (německy Markwaretz) je vesnice, část městyse Nová Cerekev v okrese Pelhřimov. Nachází se asi 5 km na jih od Nové Cerekve. V roce 2009 zde bylo evidováno 65 adres. V roce 2001 zde trvale žilo 53 obyvatel.
Markvarec leží v katastrálním území Markvarec u Nové Cerekve o rozloze 6,84 km2 (684 ha).

## Geografie
Obec Markvarec leží v nadmořské výšce 650 m n. m. přičemž se svažuje směrem k západu. Celá vesnice je obklopena lesy.
Na západě od Markvarce pramení potok Brůdek, který následně protéká rybníky Huntov a Brůdek. Poté se před městysem Nová cerekev vlévá do Cerekvického potoka.
Na východě, mezi Markvarcem a vesnicí Bor, pramení Borský potok, který se vlévá do Želivky.
Půda je složena hlavně z křemene a záhnědy. Z hornin je to žula, rula a jiné přeměněné horniny.
Krajina v okolí je převážně kopcovitá. V blízkosti obce se dříve těžil písek.
V blízkosti obce se vyskytují prameny podzemní vody u Huntova, ve Vlčím kameni a za Boučkem.

## Historie
Nejstarší zmínkou o obci je zápis z roku 1678 připomínající majitele panství Markvareckého - Václava Františka Budkovského z Budkova a jeho choť Marii Eusebii rozenou Malovskou z Malovic. Jak dlouho byl Pán z Budkova držitelem obce známo není. Veškeré sídlení panstva na vsi přestalo cca v polovině 18. století, kdy byl statek rozprodán lidu a byla utvořena vesnice. Obyvatelé Markvarce pak náleželi pod dvojí vrchnost - většina statků, polí a lesů patřila Černovickému panství, ale několik statků též náleželo pod Červenořečické panství.

### 1. světová válka
1. světová válka měla neblahý vliv na obec. 5 ze zdejších rodáků se nevrátilo a bylo pohřbeno v cizině (3 v Rusku a 2 v Srbsku).
Na památku padlým vojákům postavili občané roku 1919 pomník stojící dnes před budovou hasičského sboru Markvarce.

### Zbytek 20. století
4. července roku 1929 se přes obec a okolí přehnala vichřice, která způsobila velké škody, hlavně v lesích.
Roku 1938 začala probíhat stavba kaple na návsi. Dne 24. září 1939 byla kaple dostavena.
Roku 1939 byl zrušen okres Kamenice nad Lipou a Markvarec byl přiřazen k okresu Pelhřimov.
Roku 1939 také v chalupách čp. 41 a čp. 2 vypukl požár, při kterém obě stavení shořela. Hned poté byla zakoupena hasičská motorová stříkačka.

### 21. století
V roce 2019 byla na náves umístěna informační mapa okresu Pelhřimov.
V roce 2020 byla o Markvarci publikována kniha s názvem „Markvarec 1379-2019“, shrnující jak historii, tak popis obce geografický i demografický.

## Další fotografie

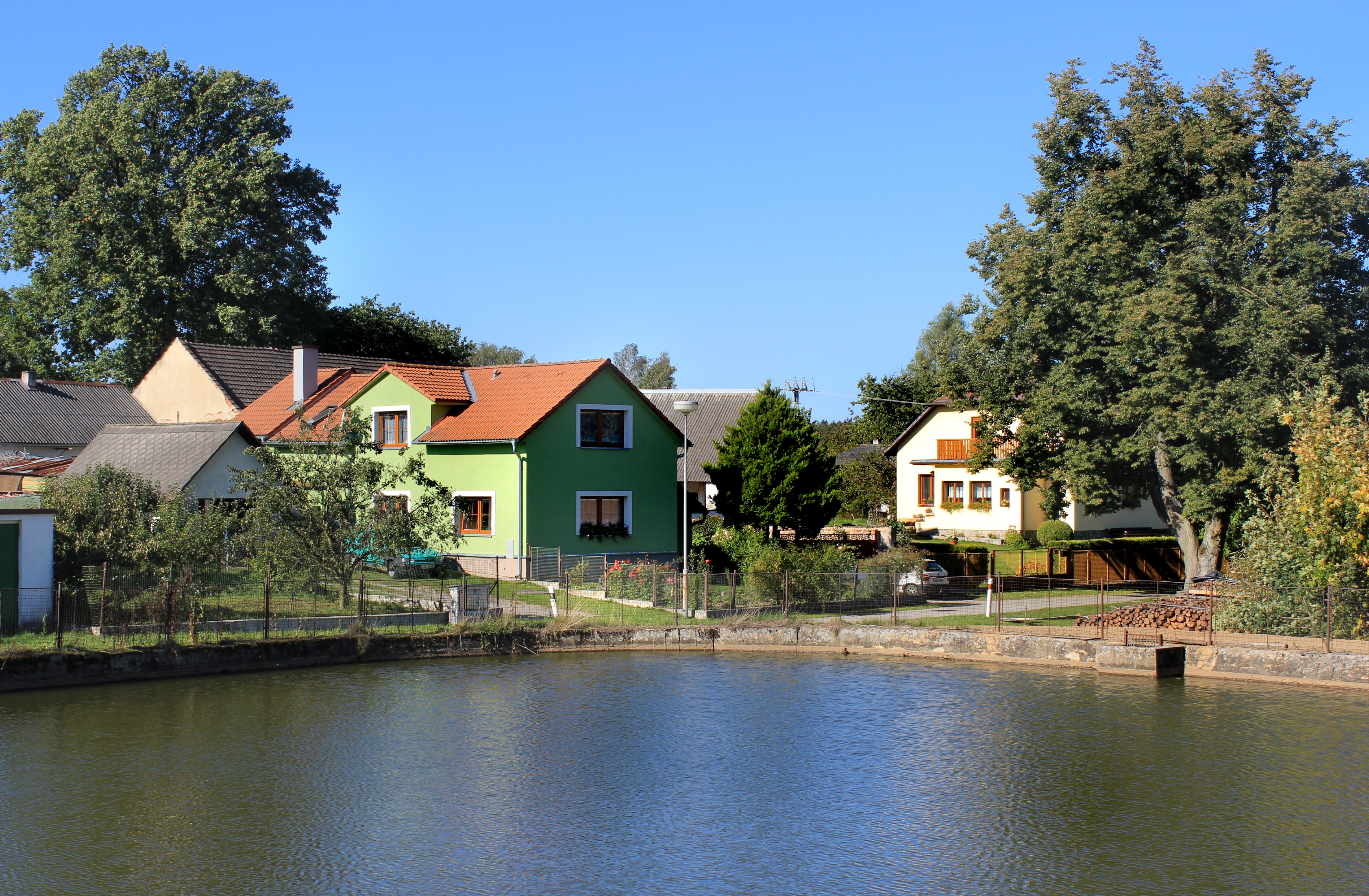
Rybník na návsi
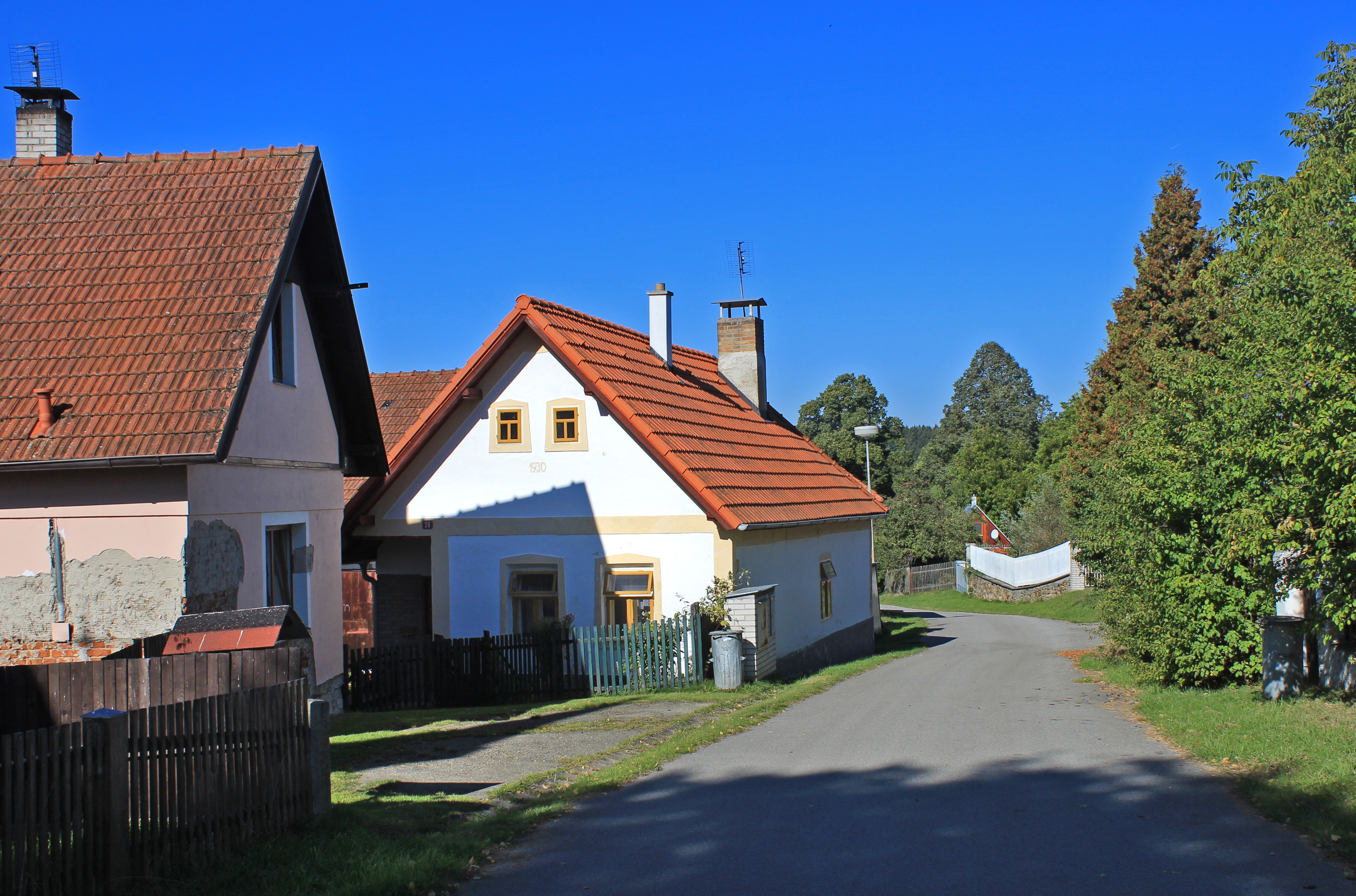
Domky nad rybníkem
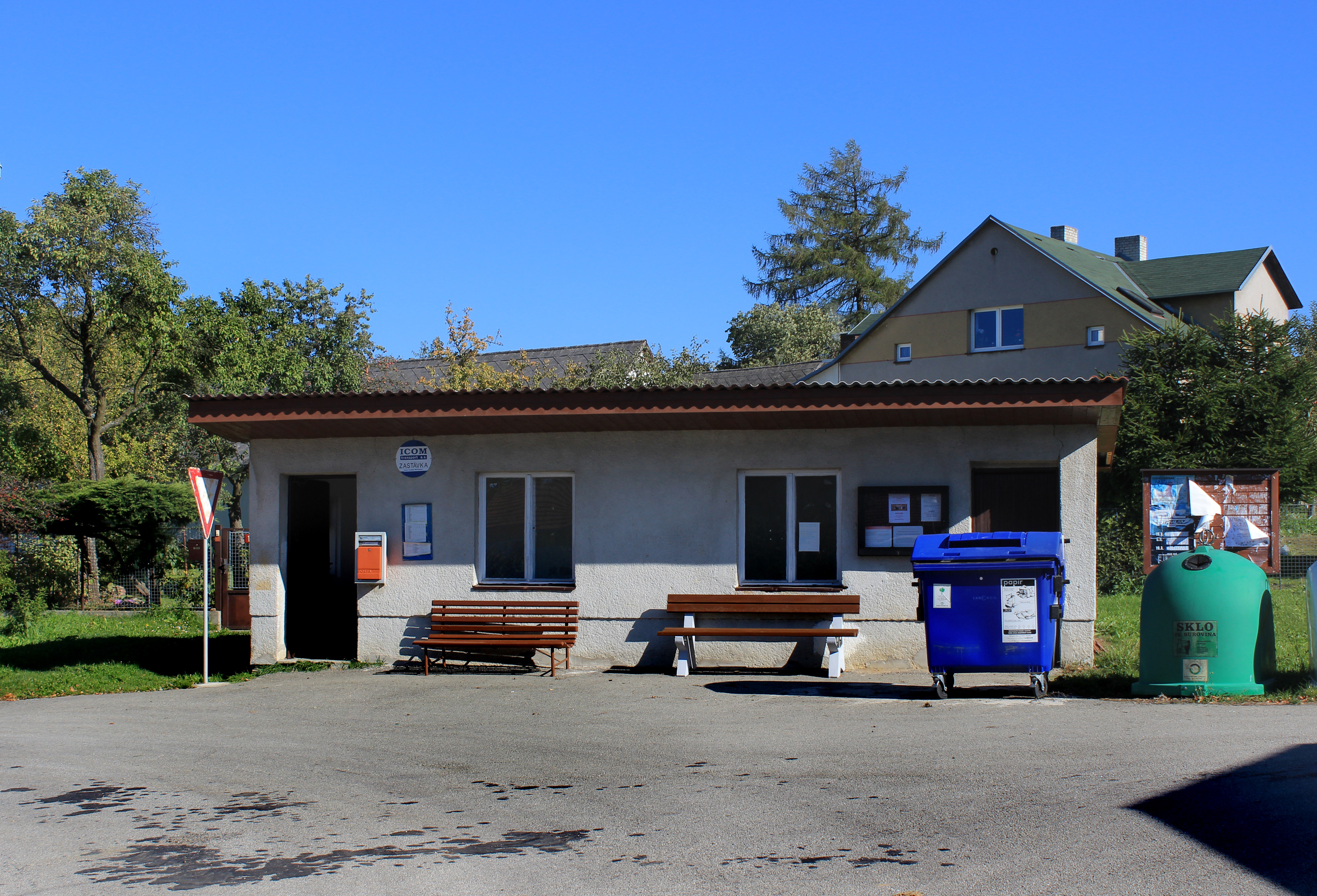
Autobusová zastávka
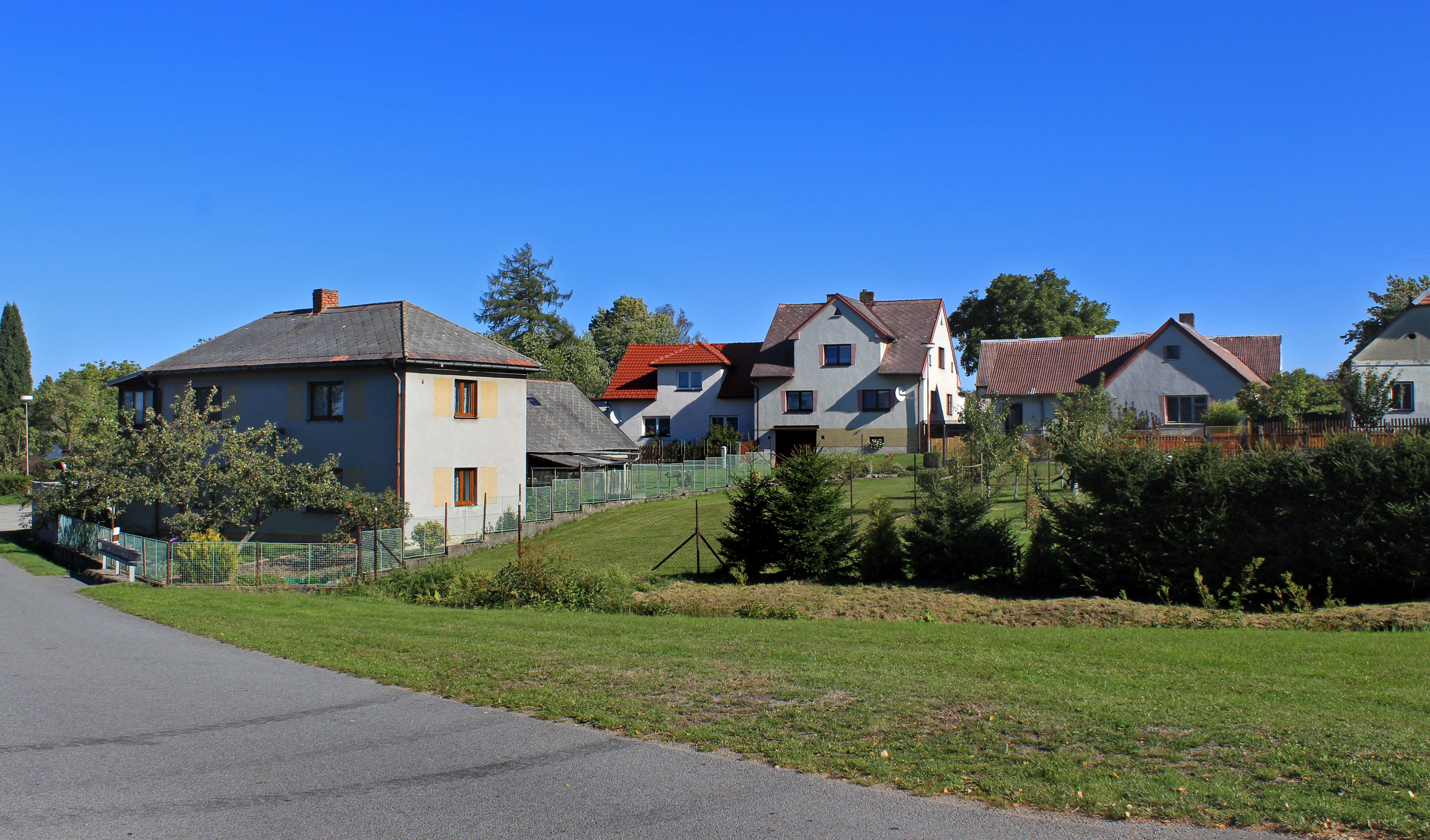
domky při cestě do Myslova